# Microctenopoma
Microctenopoma é um género de peixes da família Anabantidae.

## Espécies
Este género contém as seguintes espécies:
- Microctenopoma ansorgii (Boulenger, 1912).
- Microctenopoma congicum (Boulenger, 1887).
- Microctenopoma damasi (Poll & Damas, 1939).
- Microctenopoma fasciolatum (Boulenger, 1899).
- Microctenopoma intermedium (Pellegrin, 1920).
- Microctenopoma lineatum (Nichols, 1923).
- Microctenopoma milleri (Norris & Douglas, 1991).
- Microctenopoma nanum (Günther, 1896).
- Microctenopoma nigricans Norris, 1995.
- Microctenopoma ocellifer (Nichols, 1928).
- Microctenopoma pekkolai (Rendahl, 1935).
- Microctenopoma uelense Norris & Douglas, 1995.